# مايك برينغل
مايك برينغل هو سياسي بريطاني، ولد في 25 ديسمبر 1945 في رودسيا الشمالية. نشط حزبياً في Scottish Liberal Democrats ‏ والديمقراطيون الليبراليون. في الانتخابات النيابية العمومية الاسكتلندية 2007 ‏، انتخب عضو البرلمان الاسكتلندي الثالث ‏ عن دائرة Edinburgh South (Scottish Parliament constituency) ‏ وقد انضم خلال فترته النيابية ‏ (3 مايو 2007 – 22 مارس 2011) للكتلة البرلمانية Scottish Liberal Democrats ‏ وفي الانتخابات النيابية العمومية الاسكتلندية 2003 ‏، انتخب عضو البرلمان الاسكتلندي الثاني ‏ عن دائرة Edinburgh South (Scottish Parliament constituency) ‏ وقد انضم خلال فترته النيابية ‏ (1 مايو 2003 – 2 أبريل 2007) للكتلة البرلمانية Scottish Liberal Democrats ‏.